# موریسیو آفونسو
موریسیو آفونسو (اسپانیایی: Mauricio Affonso‎؛ زادهٔ ۲۶ ژانویهٔ ۱۹۹۲) بازیکن فوتبال اهل اروگوئه است.
از باشگاه‌هایی که در آن بازی کرده‌است می‌توان به باشگاه فوتبال الشباب عربستان سعودی و باشگاه فوتبال پنیارول اشاره کرد.